# Lebensraum aus zweiter Hand

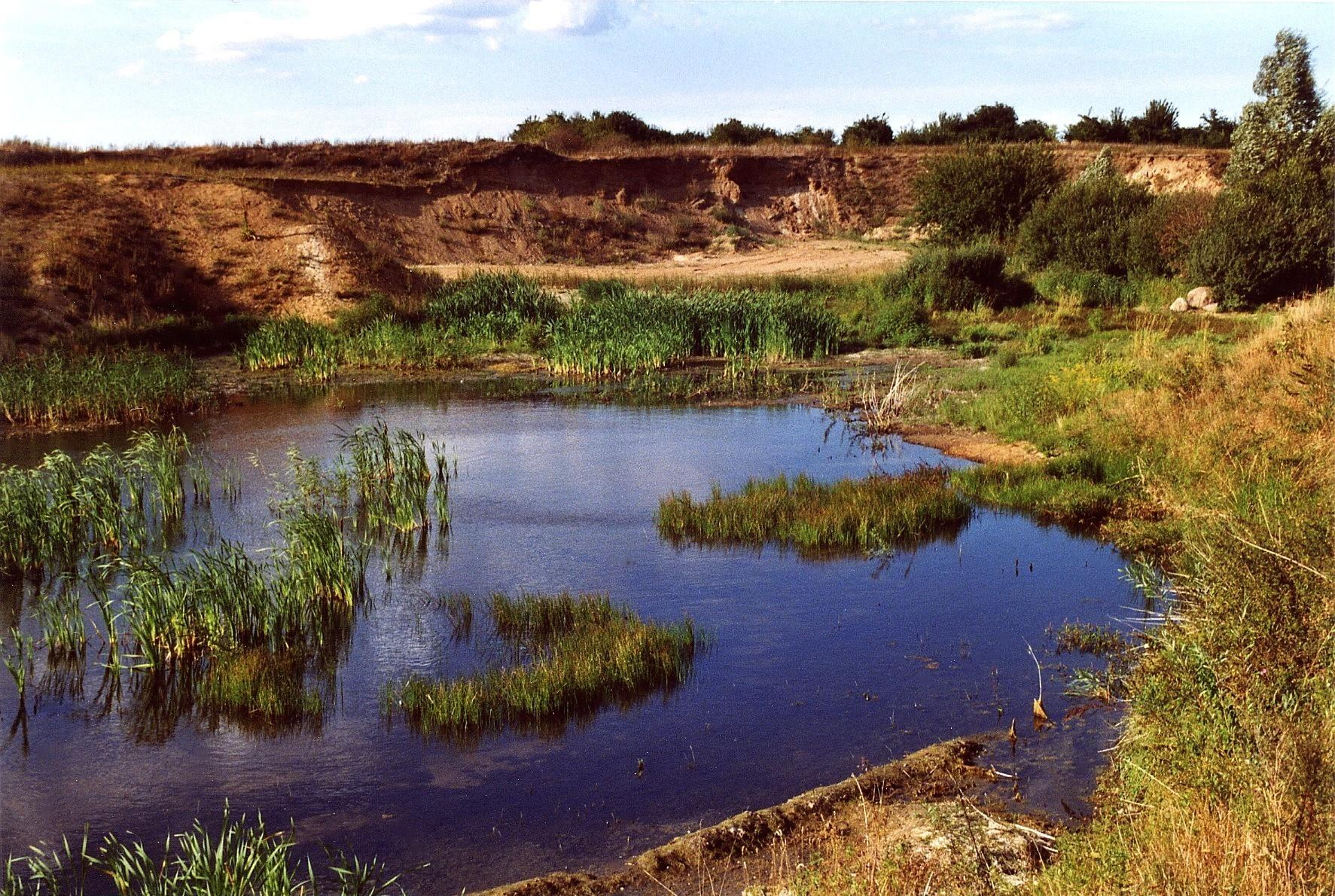
Kiesgruben sind vom Menschen geschaffene Naturräume, die für viele unter Naturschutz stehende Tier- und Pflanzenarten einen wichtigen Lebensraum darstellen.

Als Lebensraum aus zweiter Hand bezeichnet man in der angewandten Ökologie Lebensräume, die entweder eigens von Menschen für den Naturschutz angelegt wurden, oder ehemals natürliche Lebensräume, die bereits vom Menschen beeinflusst worden sind und die durch Maßnahmen naturnäher gestalten werden. Ziele sind etwa die Erhöhung der Biodiversität oder die Ansiedlung von aus Sicht des Naturschutzes günstigen Organismen.

## Begriffsgeschichte

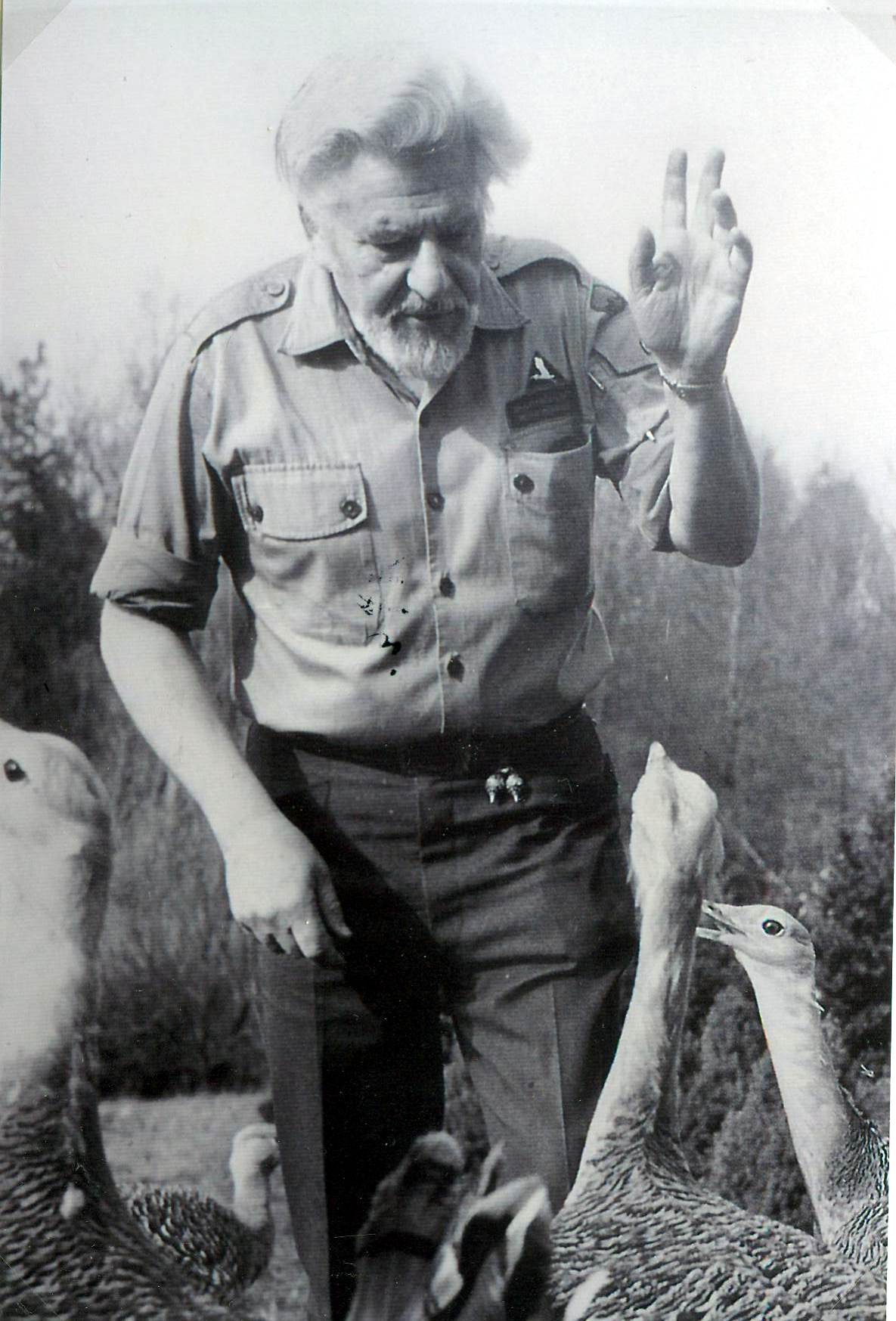
Otto Koenig erkannte, dass für die Bestandserhaltung der Großtrappe vom Menschen geschaffene Lebensräume nötig sind

Die Bedeutung von sekundären Lebensräumen für den Naturschutz ist schon seit den frühen 1970er Jahren in Deutschland ein Thema. Der Begriff stammt wohl aus der Kiesgrubenrevitalisierung. In Österreich wird der Begriff „Lebensraum aus zweiter Hand“ oft mit Otto Koenig verbunden. Otto Koenig lernte das Konzept auch im Kreise der Gruppe Ökologie kennen, die sich 1972 um damals bekannte Naturschutzaktivisten, Biologen und Publizisten wie Hubert Weinzierl, Konrad Lorenz, Irenäus Eibl-Eibesfeldt, Paul Leyhausen, Horst Stern und Heinz Sielmann gebildet hatte. Koenig besuchte diese Gruppe zumindest einmal, um 1980. Er verwendete diesen Begriff als einer der ersten zu Beginn der 1980er Jahre im Zusammenhang mit Revitalisierungen von Stauräumen an damals geplanten (weiteren) Wasserkraftwerken am Kamp, Niederösterreich, später (1984) auch als Argument für das geplante und nie verwirklichte Wasserkraftwerk Hainburg an der Donau unterhalb von Wien. Den Begriff „Lebensraum aus zweiter Hand“ führt Koenig selbst auf künstliche Lummenfelsen auf der Vogelwarte Helgoland zurück, von denen er anlässlich eines Besuchs auf der Vogelwarte hörte, wo ein Lummenfelsen aus Beton hergestellt werden sollte, „der dem Sturm und dem Wellenschlag der Nordsee besser Widerstand leisten konnte als der ständig abbröckelnde Sandstein…“

## Praxis
Heute ist die Initiierung von naturnahen Lebensräumen mittels Maßnahmen gängige Praxis. In Umsetzung von Auflagen in Naturschutzverfahren und UVP-Verfahren, entsprechend den EU-Richtlinien, aber auch in Naturschutzgesetzen ist die Wiederherstellung und Verbesserung von durch menschliche Tätigkeit veränderten Lebensräumen mittlerweile selbstverständlich. Beispiele:
- Trockenrasen in der Kulturlandschaft bedürfen der regelmäßigen Beweidung oder der Mahd, damit nicht Büsche und Bäume überhandnehmen
- intensive Wirtschaftswälder werden durch Bestandsumwandlung zu Wäldern mit bestandsgerechten Baumarten zurückentwickelt und der Totholzanteil erhöht
- frühere Feuchtlebensräume werden wieder vernässt
- die Vernetzung zwischen Lebensräumen wird z. B. durch Grünbrücken  wiederhergestellt
- der Bracheanteil in intensiv landwirtschaftlich genutzten Gebieten wird erhöht
- die Fließgeschwindigkeit von Flüssen wird durch bauliche Maßnahmen verringert und die Durchlässigkeit für Fischwanderungen (z. B. durch Fischtreppen) wird wiederhergestellt

Viele dieser Maßnahmen betreffen Lebensräume, die in der Vergangenheit beeinträchtigt worden sind, oft werden sie als Ausgleichsmaßnahmen für Eingriffe beantragt und umgesetzt. In einem engeren Sinn wird „Lebensraum aus zweiter Hand“ auch heute noch in der Kiesgrubenrevitalisierung gebraucht. Auch bei Projekten der Heinz Sielmann Stiftung spielt das Konzept bis heute eine zentrale Rolle.

## Diskussion
Das Konzept des Lebensraums aus zweiter Hand steht dem Konzept des konservierenden Naturschutzes gegenüber. Konservierende Naturschützer verwenden den Begriff manchmal mit negativer Konnotation als Gegensatz zu natürlichen, also ohne menschliches Zutun entstandene oder erhaltene Naturräume. Dabei ist heute in Europa die überwiegende Zahl der Lebensräume, von den Ackerbaulandschaften der Tiefländer, über die Auwälder von regulierten Flüssen, die forstwirtschaftlich genutzten Wälder, bis zu den Almen der Gebirge, die durch Viehhaltung und Weidewirtschaft geprägt sind, als vom Menschen beeinflusst einzustufen.